# 貝璐道
貝璐道（英語：Peel Rise），是香港的一條道路，連接香港島太平山奇力山及香港仔石排灣。貝璐道以第十八任香港總督貝璐命名。貝璐道原名鴨巴甸新路，1960年改為現時名稱。
貝璐道在山頂連接山頂道，南面山腰則連接香港仔水塘道及漁光道交界。貝璐道大部分路段並不通車，位於郊野公園範圍內，為薄扶林郊野公園和香港仔郊野公園的分界線。

## 沿路著名地點

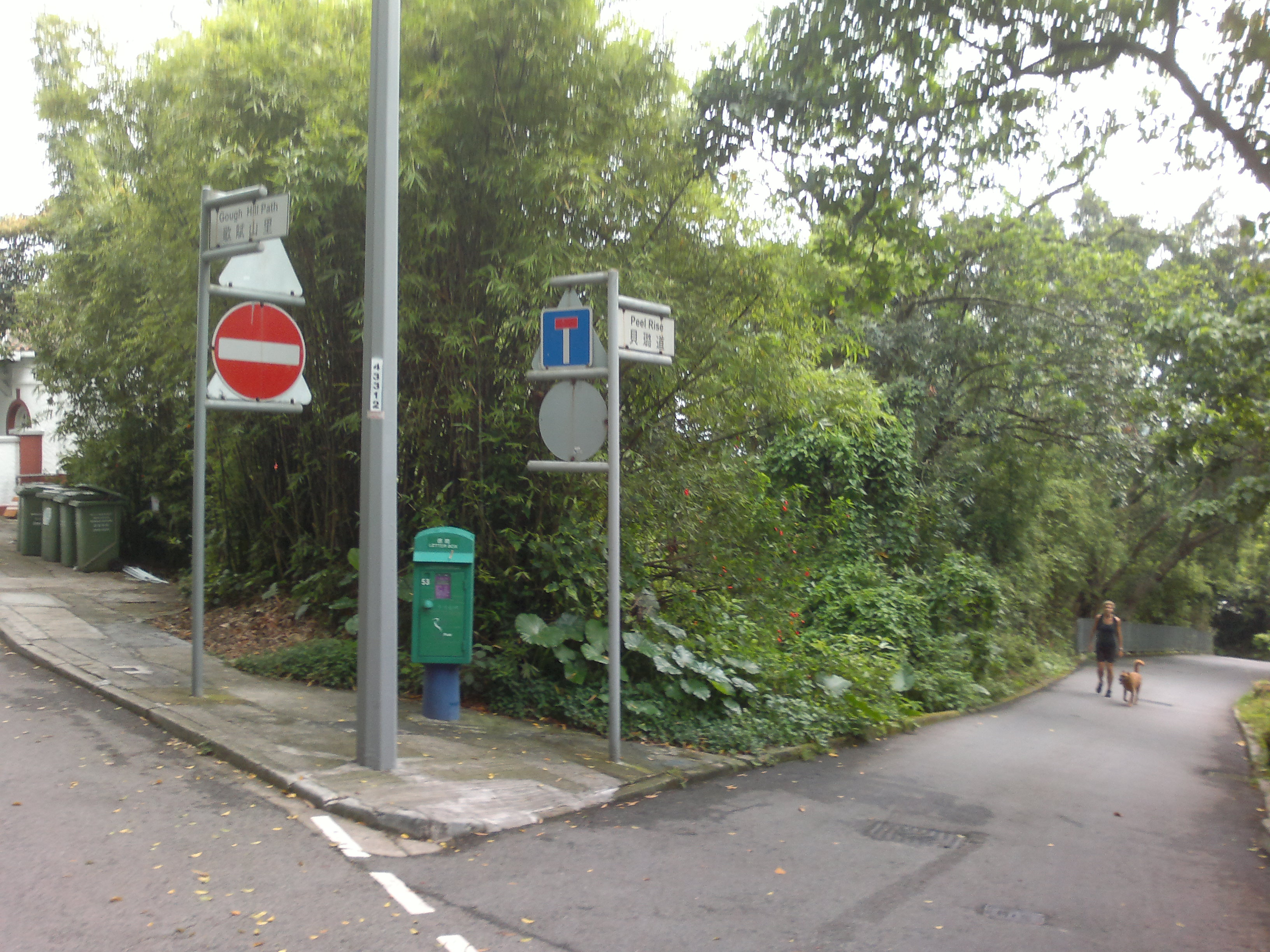
貝璐道與歌賦山里交界

- 香港仔郊野公園
- 薄扶林郊野公園
- 香港仔華人永遠墳場
- 嘉諾撒培德書院
- 裕熙園
- 梁振英大宅